# Los Rábanos
Los Rábanos – gmina w Hiszpanii, w prowincji Soria, w Kastylii i León, o powierzchni 101,37 km². W 2011 roku gmina liczyła 525 mieszkańców.